# Dipterocarpus crinitus
Dipterocarpus crinitus — вид тропических деревьев рода Диптерокарпус семейства Диптерокарповые. Произрастает в Юго-Восточной Азии: в Таиланде, на полуострове Малакка, островах Калимантан и Суматра. Встречается в смешанных диптерокарповых лесах на песчано-глинистых почвах на высоте до 850 метров над уровнем моря. Высокое вечнозелёное дерево, достигает высоты 63 метров, диаметр ствола до 138 см. Листья простые, с перистыми прожилками, мелкие, с длинными волосками на черешке и нижней поверхности. Цветки бело-розовые диаметром ок. 50 мм. Плоды красно-зелёные, длиной 15 мм; имеют два крыла длиной ок. 70 мм.
Охранный статус вида — VU — находится в уязвимом положении.